# Eutelia transversata
Eutelia transversata är en fjärilsart som beskrevs av Emilio Berio 1966. Eutelia transversata ingår i släktet Eutelia och familjen nattflyn. Inga underarter finns listade i Catalogue of Life.